# Vîselok, Nova Ușîțea
Vîselok (în ucraineană Виселок) este un sat în comuna Zamihiv din raionul Nova Ușîțea, regiunea Hmelnîțkîi, Ucraina.

## Demografie
Componența lingvistică a localității Vîselok
     Ucraineană (100%)
Conform recensământului din 2001, toată populația localității Vîselok era vorbitoare de ucraineană (100%).